# Чемпионат мира по футболу 1970

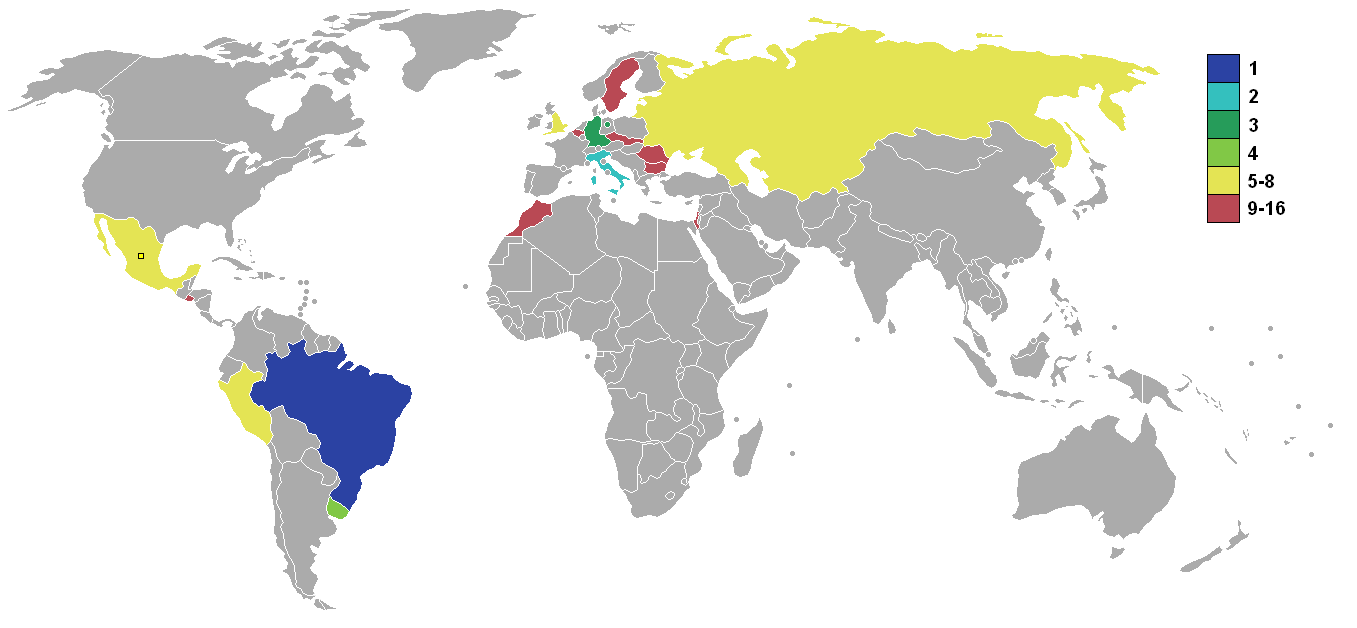
Страны, попавшие на чемпионат

Чемпионат мира по футболу 1970 — девятый розыгрыш чемпионата мира по футболу, организованный ФИФА и прошедший с 31 мая по 21 июня в Мексике. Впервые чемпионат мира прошёл на территории страны, являвшейся членом КОНКАКАФ, и впервые — за пределами Европы (УЕФА) и Южной Америки (КОНМЕБОЛ).
Чемпионом мира стала сборная Бразилии, в третий раз завоевавшая Кубок Жюля Риме и получившая трофей в вечное хранение. В полуфинале и финале она обыграла других двукратных чемпионов мира — сборные Уругвая и Италии соответственно. Третье место заняла сборная ФРГ, владевшая Кубком Жюля Риме один раз.
Благодаря развитию спутниковой связи, впервые чемпионат мира транслировался в прямом эфире по всему миру.

## Выбор места проведения
Мексика была выбрана местом проведения чемпионата мира 8 октября 1964 года на Конгрессе ФИФА в Токио, опередив единственную конкурирующую заявку от Аргентины.
Впервые в истории турнир проводился за пределами Европы и Южной Америки.

## Отборочный турнир
68 сборных приняли участие в отборочных турнирах. Мексика отобралась на турнир в качестве принимающей стороны, а Англия как действующий чемпион мира. Впервые в финальном турнире приняли участие Израиль, Сальвадор и Марокко.

## Участники финального турнира
| АФК и ОФК (1) - Израиль КАФ (1) - Марокко | КОНКАКАФ (2) - Сальвадор - Мексика (хозяева) КОНМЕБОЛ (3) - Бразилия - Перу - Уругвай | УЕФА (9) - Бельгия - Болгария - Чехословакия - Англия (чемпион мира) - Италия - Румыния - СССР - Швеция - ФРГ |  |

## Города и стадионы

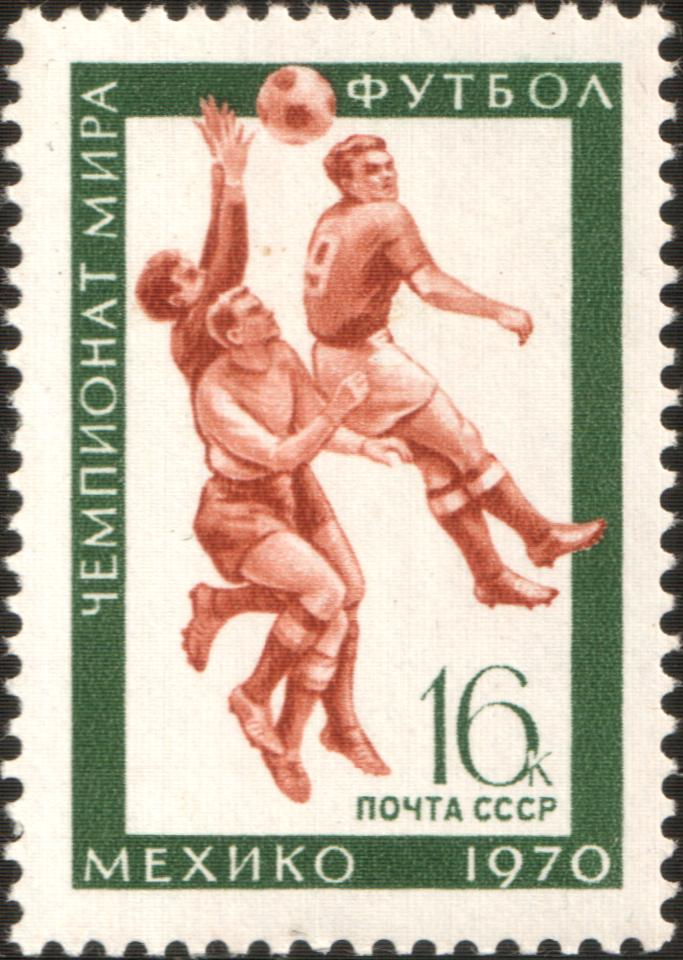
Почтовая марка СССР, посвящённая чемпионату

Пять городов принимали турнир:
| Мехико                                                     | Гвадалахара         | Пуэбла-де-Сарагоса  | Толука-де-Лердо     | Леон                |
| ---------------------------------------------------------- | ------------------- | ------------------- | ------------------- | ------------------- |
| Ацтека                                                     | Халиско             | Куаутемок           | Луис Досаль         | Ноу Камп            |
| Вместимость: 107 247                                       | Вместимость: 71 100 | Вместимость: 35 563 | Вместимость: 26 900 | Вместимость: 23 609 |
|                                                            |                     |                     |                     |                     |
| Гвадалахара Леон Мехико Пуэбла-де-Сарагоса Толука-де-Лердо |                     |                     |                     |                     |

## Официальный мяч
Официальным мячом стал «Adidas Telstar». Сшитый вручную из 20 белых шестиугольников и 12 чёрных пятиугольников, мяч стал самым круглым мячом своего времени.

## Судьи
| АФК - Авраам Кляйн КАФ - Сеюм Тарекен - Али Кандиль КОНКАКАФ - Вернер Уинсманн - Абель Агилар Элисальде - Диего де Лео - Артуро Ямасаки - Генри Ландауэр | КОНМЕБОЛ - Анхель Норберто Коэресса - Антонио ди Мораис - Рафаэль Ормасабаль - Рамон Баррето УЕФА - Фердинанд Маршалл - Виталь Лоро - Руди Глёкнер - Джек Тейлор - Роже Машен | - Антонио Сбарделла - Лауренс ван Равенс - Антониу Рибейру Салданья - Андрей Рэдулеску - Боб Дэвидсон - Хосе Мария Ортис де Мендибиль - Тофик Бахрамов - Рудольф Шойрер - Курт Ченшер |

## Групповой этап

### Группа 1
| Поз | Команда   | И | В | Н | П | МЗ | МП | СМ    | РМ | О | Квалификация     |
| --- | --------- | - | - | - | - | -- | -- | ----- | -- | - | ---------------- |
| 1   | СССР      | 3 | 2 | 1 | 0 | 6  | 1  | 6,000 | +5 | 5 | Выход в плей-офф |
| 2   | Мексика   | 3 | 2 | 1 | 0 | 5  | 0  | —     | +5 | 5 | Выход в плей-офф |
| 3   | Бельгия   | 3 | 1 | 0 | 2 | 4  | 5  | 0,800 | −1 | 2 |                  |
| 4   | Сальвадор | 3 | 0 | 0 | 3 | 0  | 9  | 0,000 | −9 | 0 |                  |

1. 1 2  Команды набрали равное количество очков и имели одинаковую разницу голов. Был брошен жребий, по результату которого СССР занял первое место, а Мексика — второе.

| Мексика | 0:0     | СССР |
| ------- | ------- | ---- |
|         | (отчёт) |      |

| Бельгия                               | 3:0     | Сальвадор |
| ------------------------------------- | ------- | --------- |
| - ван Мур 12′ 54′ - Ламбер 79′ (пен.) | (отчёт) |           |

| СССР                                               | 4:1     | Бельгия    |
| -------------------------------------------------- | ------- | ---------- |
| - Бышовец 14′ 63′ - Асатиани 57′ - Хмельницкий 76′ | (отчёт) | Ламбер 86′ |

| Мексика                                           | 4:0     | Сальвадор |
| ------------------------------------------------- | ------- | --------- |
| - Вальдивия 45′ 46′ - Фрагосо 58′ - Басагурен 83′ | (отчёт) |           |

| СССР            | 2:0     | Сальвадор |
| --------------- | ------- | --------- |
| Бышовец 51′ 74′ | (отчёт) |           |

| Мексика          | 1:0     | Бельгия |
| ---------------- | ------- | ------- |
| Пенья 14′ (пен.) | (отчёт) |         |

### Группа 2
| Поз | Команда | И | В | Н | П | МЗ | МП | СМ    | РМ | О | Квалификация     |
| --- | ------- | - | - | - | - | -- | -- | ----- | -- | - | ---------------- |
| 1   | Италия  | 3 | 1 | 2 | 0 | 1  | 0  | —     | +1 | 4 | Выход в плей-офф |
| 2   | Уругвай | 3 | 1 | 1 | 1 | 2  | 1  | 2,000 | +1 | 3 | Выход в плей-офф |
| 3   | Швеция  | 3 | 1 | 1 | 1 | 2  | 2  | 1,000 | 0  | 3 |                  |
| 4   | Израиль | 3 | 0 | 2 | 1 | 1  | 3  | 0,333 | −2 | 2 |                  |

| Уругвай                    | 2:0     | Израиль |
| -------------------------- | ------- | ------- |
| - Манейро 23′ - Мухика 50′ | (отчёт) |         |

| Италия        | 1:0     | Швеция |
| ------------- | ------- | ------ |
| Доменгини 10′ | (отчёт) |        |

| Уругвай | 0:0     | Италия |
| ------- | ------- | ------ |
|         | (отчёт) |        |

| Швеция       | 1:1     | Израиль     |
| ------------ | ------- | ----------- |
| Турессон 53′ | (отчёт) | Шпиглер 56′ |

| Швеция   | 1:0     | Уругвай |
| -------- | ------- | ------- |
| Гран 90′ | (отчёт) |         |

| Италия | 0:0     | Израиль |
| ------ | ------- | ------- |
|        | (отчёт) |         |

### Группа 3
| Поз | Команда      | И | В | Н | П | МЗ | МП | СМ    | РМ | О | Квалификация     |
| --- | ------------ | - | - | - | - | -- | -- | ----- | -- | - | ---------------- |
| 1   | Бразилия     | 3 | 3 | 0 | 0 | 8  | 3  | 2,667 | +5 | 6 | Выход в плей-офф |
| 2   | Англия       | 3 | 2 | 0 | 1 | 2  | 1  | 2,000 | +1 | 4 | Выход в плей-офф |
| 3   | Румыния      | 3 | 1 | 0 | 2 | 4  | 5  | 0,800 | −1 | 2 |                  |
| 4   | Чехословакия | 3 | 0 | 0 | 3 | 2  | 7  | 0,286 | −5 | 0 |                  |

| Англия    | 1:0     | Румыния |
| --------- | ------- | ------- |
| Херст 65′ | (отчёт) |         |

| Бразилия                                      | 4:1     | Чехословакия |
| --------------------------------------------- | ------- | ------------ |
| - Ривелино 24′ - Пеле 59′ - Жаирзиньо 61′ 83′ | (отчёт) | Петраш 11′   |

| Румыния                           | 2:1     | Чехословакия |
| --------------------------------- | ------- | ------------ |
| - Нягу 52′ - Думитраке 75′ (пен.) | (отчёт) | Петраш 5′    |

| Бразилия      | 1:0     | Англия |
| ------------- | ------- | ------ |
| Жаирзиньо 59′ | (отчёт) |        |

| Бразилия                       | 3:2     | Румыния                          |
| ------------------------------ | ------- | -------------------------------- |
| - Пеле 19′ 67′ - Жаирзиньо 22′ | (отчёт) | - Думитраке 34′ - Дембровски 84′ |

| Англия           | 1:0     | Чехословакия |
| ---------------- | ------- | ------------ |
| Кларк 50′ (пен.) | (отчёт) |              |

### Группа 4
| Поз | Команда  | И | В | Н | П | МЗ | МП | СМ    | РМ | О | Квалификация     |
| --- | -------- | - | - | - | - | -- | -- | ----- | -- | - | ---------------- |
| 1   | ФРГ      | 3 | 3 | 0 | 0 | 10 | 4  | 2,500 | +6 | 6 | Выход в плей-офф |
| 2   | Перу     | 3 | 2 | 0 | 1 | 7  | 5  | 1,400 | +2 | 4 | Выход в плей-офф |
| 3   | Болгария | 3 | 0 | 1 | 2 | 5  | 9  | 0,556 | −4 | 1 |                  |
| 4   | Марокко  | 3 | 0 | 1 | 2 | 2  | 6  | 0,333 | −4 | 1 |                  |

| Перу                                         | 3:2     | Болгария                      |
| -------------------------------------------- | ------- | ----------------------------- |
| - Гальярдо 50′ - Чумпитас 55′ - Кубильяс 73′ | (отчёт) | - Дерменджиев 13′ - Бонев 49′ |

| ФРГ                       | 2:1     | Марокко    |
| ------------------------- | ------- | ---------- |
| - Зеелер 56′ - Мюллер 80′ | (отчёт) | Джарир 21′ |

| Перу                           | 3:0     | Марокко |
| ------------------------------ | ------- | ------- |
| - Кубильяс 65′ 75′ - Чалье 67′ | (отчёт) |         |

| ФРГ                                                   | 5:2     | Болгария                    |
| ----------------------------------------------------- | ------- | --------------------------- |
| - Либуда 20′ - Мюллер 27′ 52′ (пен.) 88′ - Зеелер 67′ | (отчёт) | - Никодимов 12′ - Колев 89′ |

| ФРГ                | 3:1     | Перу         |
| ------------------ | ------- | ------------ |
| Мюллер 19′ 26′ 39′ | (отчёт) | Кубильяс 44′ |

| Болгария  | 1:1     | Марокко     |
| --------- | ------- | ----------- |
| Жечев 40′ | (отчёт) | Газуани 61′ |

## Плей-офф

### Сетка плей-офф
|  | Четвертьфинал         | Четвертьфинал    |                       |   | Полуфинал         | Полуфинал         |  |  | Финал | Финал |
|  |                       |                  |                       |   |                   |                   |  |  |       |       |
|  | 14 июня — Мехико      |                  |                       |   |                   |                   |  |  |       |       |
|  |                       |                  |                       |   |                   |                   |  |  |       |       |
|  | СССР                  | 0                |                       |   |                   |                   |  |  |       |       |
|  | СССР                  | 0                | 17 июня — Гвадалахара |   |                   |                   |  |  |       |       |
|  | Уругвай (доп. вр.)    | 1                |                       |   |                   |                   |  |  |       |       |
|  | Уругвай (доп. вр.)    | 1                | Уругвай               | 1 |                   |                   |  |  |       |       |
|  | 14 июня — Гвадалахара |                  | Уругвай               | 1 |                   |                   |  |  |       |       |
|  |                       | Бразилия         | 3                     |   |                   |                   |  |  |       |       |
|  | Бразилия              | Бразилия         | 3                     | 4 |                   |                   |  |  |       |       |
|  | Бразилия              |                  | 21 июня — Мехико      | 4 |                   |                   |  |  |       |       |
|  | Перу                  | 2                |                       |   |                   |                   |  |  |       |       |
|  | Перу                  | 2                | Бразилия              | 4 |                   |                   |  |  |       |       |
|  | 14 июня — Толука      |                  | Бразилия              | 4 |                   |                   |  |  |       |       |
|  |                       | Италия           | 1                     |   |                   |                   |  |  |       |       |
|  | Италия                | Италия           | 1                     | 4 |                   |                   |  |  |       |       |
|  | Италия                | 17 июня — Мехико |                       | 4 |                   |                   |  |  |       |       |
|  | Мексика               | 1                |                       |   |                   |                   |  |  |       |       |
|  | Мексика               | 1                | Италия (доп. вр.)     | 4 |                   |                   |  |  |       |       |
|  | 14 июня — Леон        |                  | Италия (доп. вр.)     | 4 |                   |                   |  |  |       |       |
|  |                       | ФРГ              | 3                     |   | Матч за 3-е место | Матч за 3-е место |  |  |       |       |
|  | ФРГ (доп. вр.)        | ФРГ              | 3                     | 3 | Матч за 3-е место | Матч за 3-е место |  |  |       |       |
|  | ФРГ (доп. вр.)        |                  | 20 июня — Мехико      | 3 |                   |                   |  |  |       |       |
|  | Англия                | 2                |                       |   |                   |                   |  |  |       |       |
|  | Англия                | 2                | Уругвай               | 0 |                   |                   |  |  |       |       |
|  |                       |                  |                       |   |                   |                   |  |  |       |       |
|  | ФРГ                   | 1                |                       |   |                   |                   |  |  |       |       |
|  | ФРГ                   | 1                |                       |   |                   |                   |  |  |       |       |

### Четвертьфиналы
| СССР | 0:1 (доп. вр.) | Уругвай        |
| ---- | -------------- | -------------- |
|      | (отчёт)        | Эспарраго 117′ |

| Италия                                          | 4:1     | Мексика      |
| ----------------------------------------------- | ------- | ------------ |
| - Гусман 25′ (авт.) - Рива 63′ 76′ - Ривера 70′ | (отчёт) | Гонсалес 13′ |

| Бразилия                                        | 4:2     | Перу                          |
| ----------------------------------------------- | ------- | ----------------------------- |
| - Ривелино 11′ - Тостао 15′ 52′ - Жаирзиньо 75′ | (отчёт) | - Гальярдо 28′ - Кубильяс 70′ |

| ФРГ                                          | 3:2 (доп. вр.) | Англия                     |
| -------------------------------------------- | -------------- | -------------------------- |
| - Беккенбауэр 68′ - Зеелер 82′ - Мюллер 108′ | (отчёт)        | - Маллери 31′ - Питерс 49′ |

### Полуфиналы
| Бразилия                                       | 3:1     | Уругвай     |
| ---------------------------------------------- | ------- | ----------- |
| - Клодоалдо 44′ - Жаирзиньо 76′ - Ривелино 89′ | (отчёт) | Кубилья 19′ |

| Италия                                                  | 4:3 (доп. вр.) | ФРГ                                |
| ------------------------------------------------------- | -------------- | ---------------------------------- |
| - Бонинсенья 8′ - Бурньич 98′ - Рива 104′ - Ривера 111′ | (отчёт)        | - Шнеллингер 90′ - Мюллер 94′ 110′ |

### Матч за третье место
| ФРГ        | 1:0     | Уругвай |
| ---------- | ------- | ------- |
| Оверат 26′ | (отчёт) |         |

### Финал
| Бразилия                                                     | 4:1     | Италия         |
| ------------------------------------------------------------ | ------- | -------------- |
| - Пеле 18′ - Жерсон 66′ - Жаирзиньо 71′ - Карлос Алберто 86′ | (отчёт) | Бонинсенья 37′ |

## Бомбардиры
10 голов
- Герд Мюллер

7 голов
- Жаирзиньо

5 голов
- Теофило Кубильяс

4 гола
- Пеле
- Анатолий Бышовец

3 гола
- Ривелино
- Уве Зеелер
- Луиджи Рива